# Inghem
Inghem (niederländisch: Ingheim) ist eine ehemalige französische Gemeinde im Département Pas-de-Calais in der Region Hauts-de-France. Sie gehörte zum Arrondissement Saint-Omer und zum Kanton Fruges. Die Einwohner werden Inghemois genannt. 
Mit Wirkung vom 1. September 2016 wurde sie mit der früheren Gemeinde Herbelles zur Commune nouvelle Bellinghem zusammengelegt. Inghem ist eine Commune déléguée mit 553 Einwohnern (Stand 1. Januar 2022) innerhalb der neuen Gemeinde.

## Lage
Der Ort Inghem liegt im Nordes des Artois, elf Kilometer südlich von Saint-Omer. Umgeben wird Inghem von den Nachbarorten Helfaut im Norden, Ecques im Osten, Clarques im Südosten und Osten, Herbelles im Südwesten sowie Pihem im Westen und Nordwesten. Unmittelbar östlich von Inghem verläuft die Autoroute A26.

## Bevölkerungsentwicklung
| Jahr                       | 1962 | 1968 | 1975 | 1982 | 1990 | 1999 | 2006 | 2014 |
| -------------------------- | ---- | ---- | ---- | ---- | ---- | ---- | ---- | ---- |
| Einwohner                  | 243  | 243  | 254  | 268  | 296  | 302  | 355  | 522  |
| Quellen: Cassini und INSEE |      |      |      |      |      |      |      |      |

## Sehenswürdigkeiten
- Kirche Notre-Dame aus dem Jahre 1769
- Kapelle Notre-Dame-de-Lourdes
- Calvaires

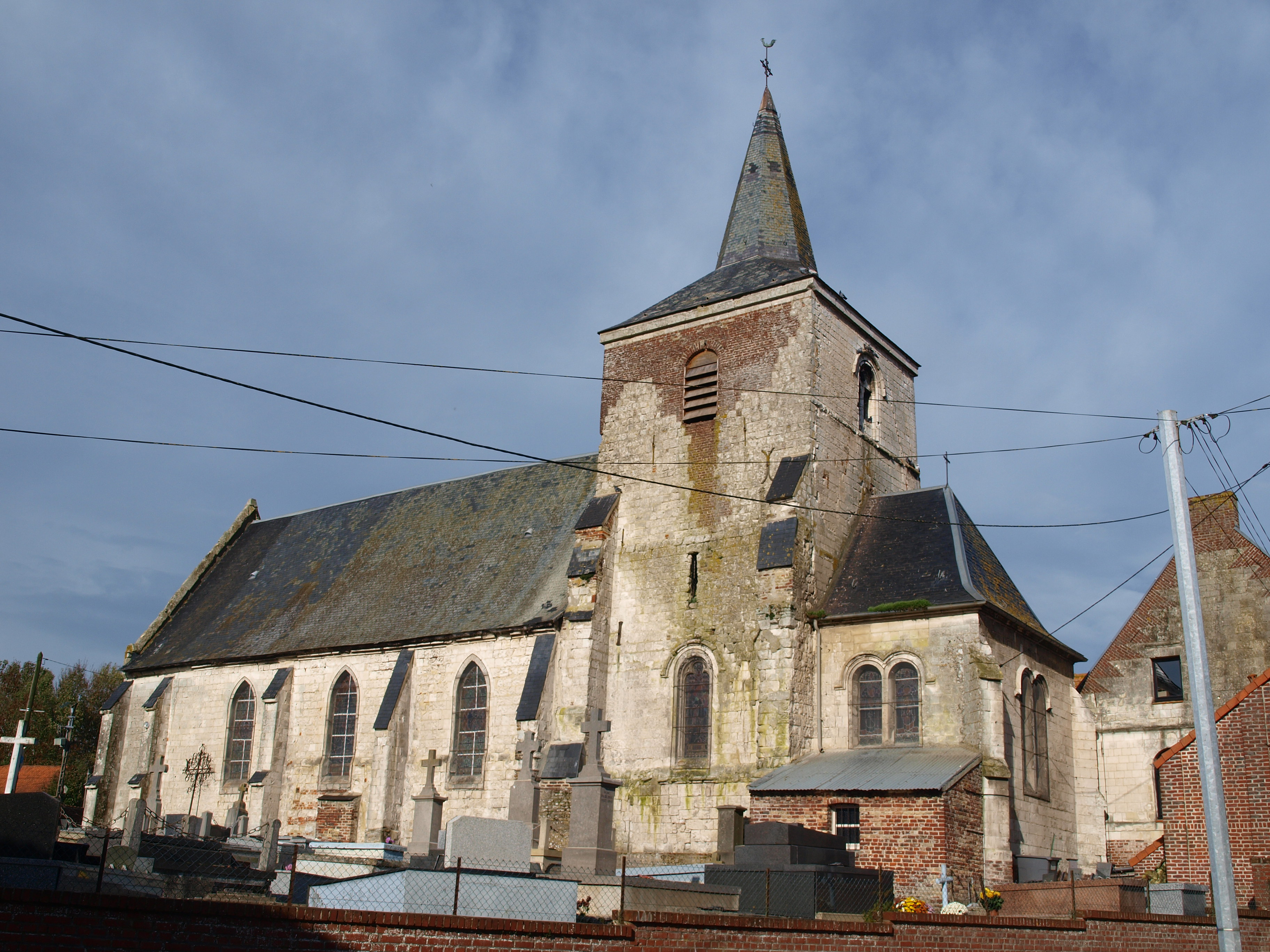
Kirche Notre-Dame
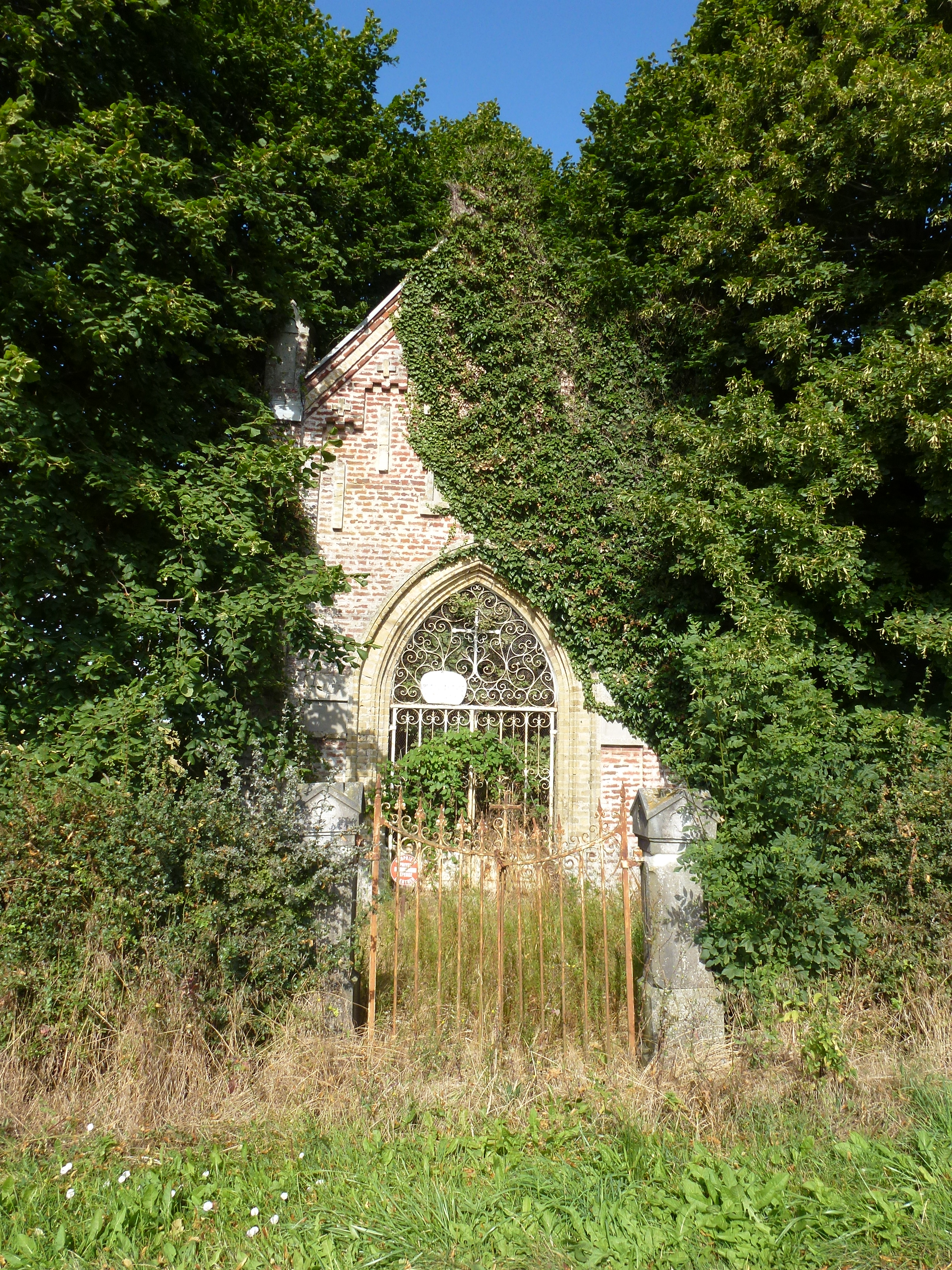
Kapelle
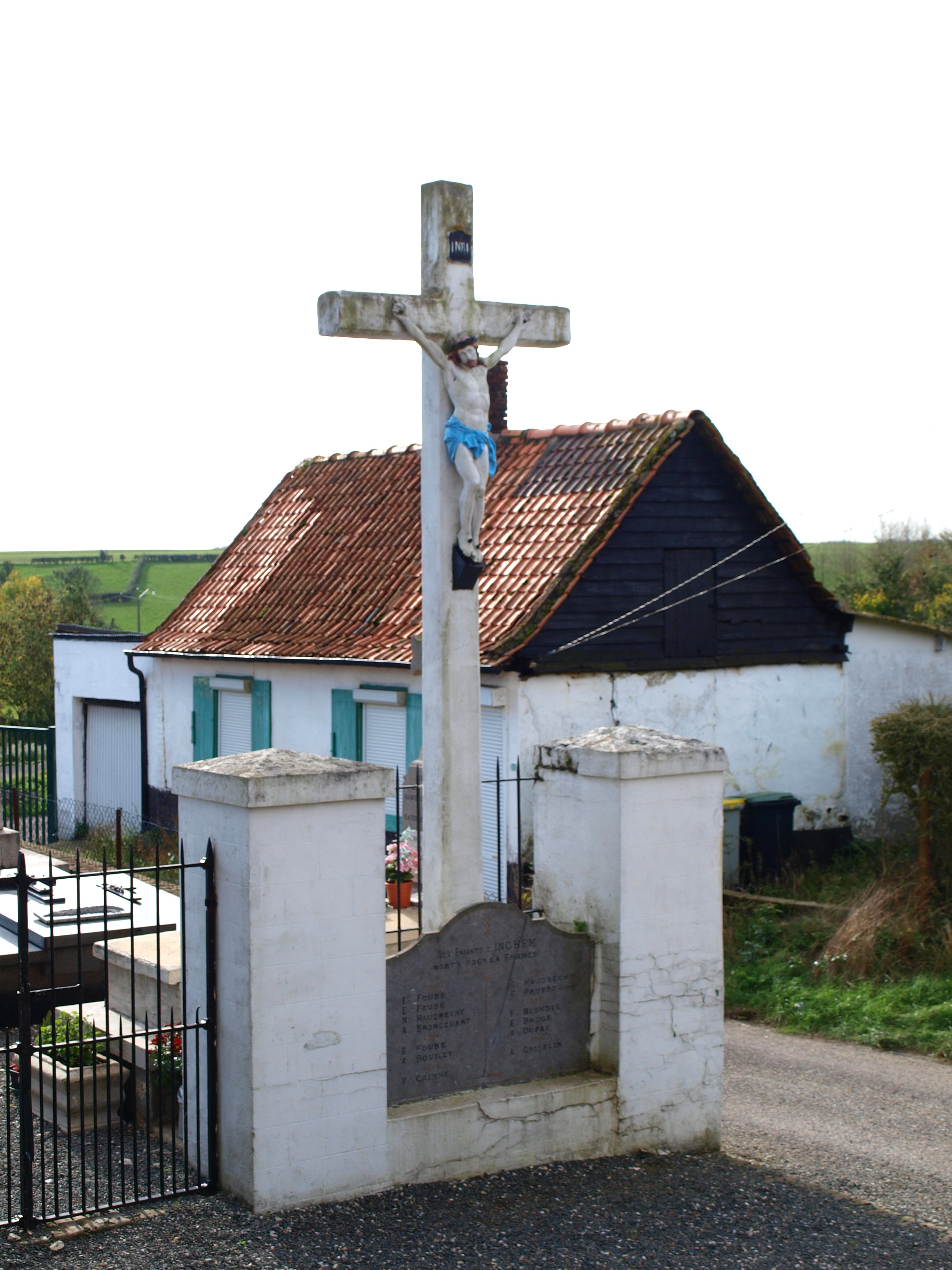
Calvaire
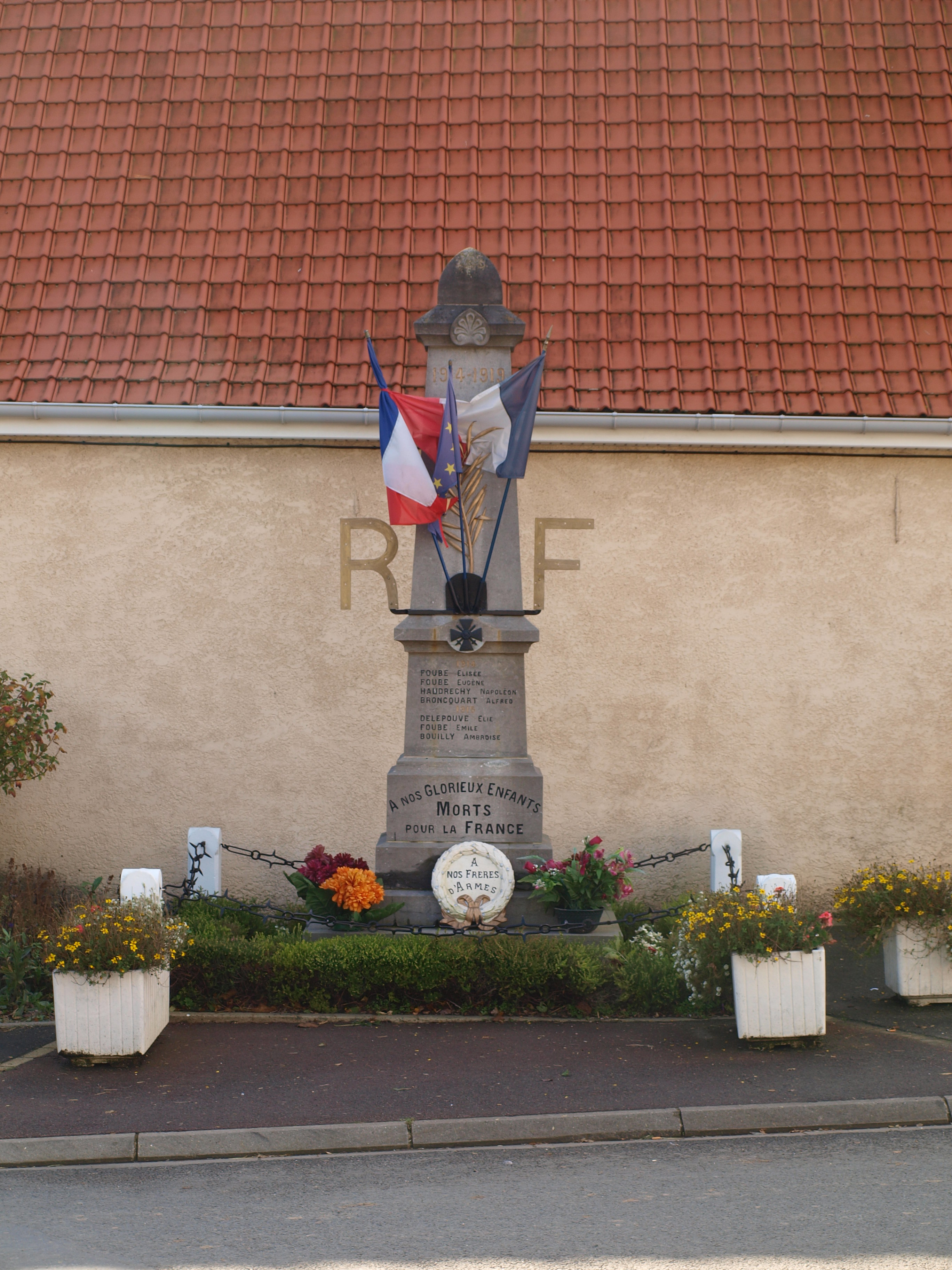
Gefallenendenkmal